# أوسكار زيتا أكوستا
أوسكار زيتا أكوستا (بالإنجليزية: Oscar Zeta Acosta)‏ (8 أبريل 1935، إل باسو في الولايات المتحدة - 1974 في المكسيك)؛ كاتب، سياسي، محامي وروائي أمريكي. درس في جامعة سان فرانسيسكو الحكومية.

## روابط خارجية
- أوسكار زيتا أكوستا على موقع ديسكوغز (الإنجليزية)